# Dactylioceratidae
Dactylioceratidae Hyatt, 1867 è una famiglia di ammoniti rappresentata dal genere Dactylioceras (specie tipo Ammonites communis Sowerby, 1815). Per la scuola inglese la famiglia appartiene alla superfam. Eoderoceratoidea Spath, 1929; questa è composta di varie famiglie: oltre a Dactylioceratidae, Eoderoceratidae, Coeloceratidae, Phricodoceratidae, Polymorphitidae, Liparoceratidae e Amaltheidae. I Dactylioceratidae comprendono due sottofamiglie: Reynesocoeloceratinae e Dactylioceratinae; queste documentano l'intervallo di tempo che va dal Pliensbachiano superiore al Toarciano medio. Più precisamente I Reynesocoeloceratinae Dommergues, 1986 sono prevalentemente del Pliensbachiano superiore (Domeriano), mentre i Dactylioceratinae Hyatt, 1867 sono del Toarciano.
La loro morfologia è definita dai seguenti caratteri (Venturi e al. 2010 e Howarth, 2013): conchiglie evolute, serpenticone o cadicone,  senza carena ventrale; sezione della spira prevalentemente tondeggiante ma anche subquadratica o subtrapezoide larga. Gli ammoniti hanno  coste rilevate e affilate, talora distinte in primarie e secondarie, quest'ultime traversanti l'area ventrale. Talora esiste una pseudocarena che interrompe le coste (es. Collina, genere di ammonite tipico del territorio italiano). Sui bordi ventrolaterali della spira possono esserci spine,  anche lunghe, su cui le coste primarie talora convergono (fibule), per poi continuare con le coste secondarie ventrali. Le spine sono generalmente dirette obliquamente rispetto al piano di avvolgimento conchigliare.
Le suture hanno lobi arborescenti e selle con lobi accessori, formula: E L U2 U3 U1 I.
Si tratta di conchiglie longidome, cioè con camera di abitazione lunga oltre un giro e con peristoma a labbro simile a quella dei  Lytoceras. Alcuni autori (Guex 1973) ammettono il dimorfismo (forme piccole e grandi appartenenti ad una medesima specie).
Per la scuola italiana (Venturi e al. 2010) alle due famiglie riconosciute dagli inglesi può essere aggiunta quella dei Nodicoeloceratinae,in sostituzione dei Mesodactylioceratinae, rappresentata da forme piuttosto grandi con spira larga e spine (talora indicate come nodi) ben sviluppate (Rulleau, 2013), che hanno suture più frastagliate di quelle dei Dactylioceras.
Sono ottimi Fossili guida e gli inglesi e francesi li utilizzano per la zonazione toarciana europea.
Tra le forme mediterranee italiane pliensbachiane e toarciane vi sono i seguenti generi proposti, in ordine di tempo: Collina Bonarelli,1893,  Aveyroniceras Pinna e Levi Setti, 1971, Mesodactylites Pinna e Levi Setti 1971, Cetonoceras Wiedenmayer, 1977, Bettoniceras Wiedenmayer 1977,  Secchianoceras Venturi, 1994  e Fibulocoeloceras Venturi e Ferri, 2001. A questi va aggiunto il sottogenere Eodactylites Schmidt-Effing 1972, anch'esso tipicamente tetideo.